# Stephanitis pyrioides
Stephanitis pyrioides è un insetto della famiglia Tingidae; è conosciuto per essere un parassita delle azalee.

## Biologia
Gli insetti sono lunghi 1,5 - 3,0 mm; le ali sono corte e trasparenti; solitamente di colore beige; le uova sono bianche lunghe circa 0,40 mm e larghe circa 0,20 mm.
I Tingidi sono insetti fitomizi che si nutrono a spese dei succhi cellulari dei tessuti epidermici dei vegetali. Caratterizzati da una scarsa mobilità, stazionano sulle piante erbacee e sugli alberi, in genere sulla pagina inferiore delle foglie, spesso formando assembramenti di notevole entità.
I danni causati consistono in decolorazioni dei punti colpiti, che, in caso di forti infestazioni, possono confluire in aree più o meno estese fino ad interessare tutta la foglia. Alcune specie sono anche galligene, altre possibili vettori di virus.